# ATC-kod D02: Hudskyddande och uppmjukande medel
ATC-kod D02: Hudskyddande och uppmjukande medel är en del av klassificeringssystemet ATC (Anatomical Therapeutic Chemical Classification System) för läkemedel och vissa andra medicinska produkter. ATC utvecklas av WHO och består av alfanumeriska koder indelade i grupper utifrån anatomi, medicinsk funktion och läkemedelstyp på 5 olika kodnivåer. Denna sida utgör innehållet i en specifik grupp på nivå 2.

## D02A Hudskyddande och uppmjukande medel

### D02AA Silikonpreparat
Inga undergrupper.

### D02AB Zinkoxidpreparat
Inga undergrupper.

### D02AC Paraffin- och fettpreparat
Inga undergrupper.

### D02AD Flytande plaster
Inga undergrupper.

### D02AE Karbamidpreparat
D02AE01 Karbamid
D02AE51 Karbamid, kombinationer

### D02AF Salicylsyrapreparat
Inga undergrupper.

### D02AX Övriga hudskyddande och uppmjukande medel
Inga undergrupper.

## D02B Medel som skyddar mot UV-strålning

### D02BA Medel som skyddar mot UV-strålning,utvärtes
D02BA01 Aminobensoesyraderivat
D02BA02 Oktinoxat

### D02BB Medel som skyddar mot UV-strålning för systemiskt bruk
D02BB01 Betakaroten

### Engelska
- WHO Collaborating Centre for Drug Statistics Methodology - ATC Index
- WHO Collaborating Centre for Drug Statistics Methodology - ATCvet Index

### Svenska
- SIL online
- FASS.se - ATC
- FASS.se - Veterinär-ATC
- Sök läkemedelsfakta - Läkemedelsverket
- Socialstyrelsen : Klassifikationer
- Nationellt produktregister för läkemedel - NPL